# Нікколо III д'Есте
Нікколо III д'Есте (італ. Niccolò III d'Este; 9 листопада 1383 — 26 грудня 1441) — маркіз Феррарський (1393—1441), сеньйор Парми (1409—1420). Представник італійського Естенського дому. Мав прізвисько «Півень Феррари» (за численних коханок та позашлюбних дітей) — у народі була поширена приказка: по обидва боки По всі вони діти Нікколо. Підтримкою діячів культури та мистецтв заклав основи початку так званної Золотої доби Есте. Похований у Феррарському монастирі Тіла Господнього.

## Біографія
Походив з династії Есте. Позашлюбний син Альберто д'Есте, маркіза Феррари, та Ісотти Альбаресані. Народився 1383 року у Феррарі. 1393 року його батьки побралися, тоді ж Нікколо був взаконений батьком , що підтвердила папська булла. Того ж року після смерті батька Нікколо став новим маркізом. Через його малолітство владу перебрала регентська рада на чолі із Асторре І Манфреді, яку підтримували Венеція, Флоренція та Болонья. У 1395 році владу спробував захопити Аццо, нащадок Обіццо II д'Есте. Втім у битві при Портомаджоре війська регентської ради завдали тому поразки. Самого претендента було схоплено і згодом ув'язнено, командувачем силами Ради Регентства, таким чином усунувши загрозу правлінню Нікколо. У 1397 році Нікколо III одружився з представницею династії Каррара, правителів Падуї. Невдовзі перебрав правління Феррарою на себе.
У 1403 році він приєднався до ліги, створеної проти Джованні Марії Вісконті, герцога Міланського. Папа римський Боніфацій IX призначив Есте генерал-капітаном папської армії. В подальшому вправно маневрував між Венецією, Міланом, Папським престолом і Священною Римською імперією. У 1405 році маркіз Феррари передав Венеції родинні землі поблизу Есте. 1409 року підступно вбив Оттобуоне Терці, сеньйора Парми, після чого захопив Пармську сеньйорію.
У 1413 році здійснив прощу до Палестини. 1416 року під час епідемії чуми помирає його дружина. У 1418 році вдруге оженився. 13 листопада 1420 року, побоюючись успіхів війська Філіппо Марія Вісконті, герцога Міланського, поступився йому Пармою, але закріпив за собою Реджо, яким раніше також володів Оттобуоне Терці. В результаті його держава значно розширилася. Активно сприяв розвитку торгівлі та ремесел, покращенню та розширенню землеробства, розпочав масштабні будівельні проєкти, зводячи численні палаци та церкви.
У 1425 році Нікколо III стратив свою дружину Паризіну та свого позашлюбного сина Уго за звинуваченням у подружній зраді, а також видав указ про те, що всі жінки в його володіннях, визнані винними в перелюбі, повинні бути засуджені на смерть. Він був змушений скасувати цей наказ, коли було визначено, що ця дія призведе до зменшення населення Феррари. Того року він знову став капітан-генералом антиміланської ліги. У 1429 році його позашлюбного сина назвали спадкоємцем маркізата. Того ж року оженився на представниці роду Алерамічі
1438 року зміг домогтися, що Феррара стала місцем проведення вселенського собору католицької церкви, що суттєво підвищило роль самого маркіза та його володінь. Невдовзі взаконив свого позашлюбного сина Леонелло (оголошений спадкоємцем), що підтвердив своєю буллою папа римський Євгеній IV. Потім влаштував шлюб Леонелло з представницею роду Гонзага, сеньйорів Мантуї, а натомість отримав скорочення боргу Феррари. Помер в Мілані 1441 року.

## Меценат
У 1402 році відновив діяльність Феррарського університету, повернувши йому престиж і покликавши відомих викладачів та науковців як П'єтро д'Анкарано, Антоніо да Будріо та Джованні да Імола. Запрошував до свого двору митців та художників, перетворюючи Феррару на важливий культурний центр Італії. У 1410 році фехтувальник Фіоре деі Лібері присвятив йому свій трактат «Фіоре ді Баталья».
Також активно збирав предмети мистецтва, художні цінності, першим став влаштовувати громадські святкування за власний рахунок.

## Родина
1 Дружина — Джільола, донька Франческо II да Каррари, сеньйора Падуї
Діти: не було
2 Дружина — Парізіна Малатеста (1404—1425), донька чезенського сеньйора Андреа Малатести.
Діти:
- Джіневра д'Есте (1419—1440) ∞ Сигізмундо Пандольфо Малатеста, сеньйор рімінський.
- Луція (1419—1437) — дружина Карло Гонзаго, сеньора Саббіонети
- Альберто Карло (1421)

3 Дружина — Ріккарда, донька Томаса III Алерамічі, маркіза Салуццо
Діти:
- Ерколе I д'Есте (1431—1505), герцог феррарський, моденський і реджоський (1471—1505).
- Сигізмондо д'Есте (1433—1507) — сеньйор Сан-МАріно-ін-Ріо
- Позашлюбні діти

1 Коханка — Стелла де Толомей (?—1419), донька Джованні де Толомея.
- Уго д'Есте (1405—1425)
- Леонелло д'Есте (1407—1450), маркіз феррарський, моденський і реджоський (1441—1450).
- Борсо д'Есте (1413—1471), маркіз феррарський (1450—1471), моденський і реджоський (1450—1452); герцог моденський і реджоський (1452—1471); герцог феррарський (1471).
- Орсіна — дружина Альдобрандіно Рангоні

2 Коханка — Катерина Альбаресанті
Діти:
- Меліадуза (1406—1452) — абат Помпози

3 Коханка — Філіпа де Тавола
Діти:
- Альберто (1415—1502).
- Ізотта (1425—1456) — дружина: 1) Оддантоніо да Монтефельтро, герцога Урбіно; 2) Степана III Франкопана, князя Крка, Сеня і Модруша
- Джуроне (д/н—1484) — абат Нонантоли

4 Коханка — Анна да Роберті
Діти:
- Альберто (1425)
- Рінальдо (бл. 1435—1535) — сеньйор Остеллато
- Б'янка Марія (1440—1506) — дружина Галеотто I Піко, сеньора делла Мірандола

Діти від невідомих коханок:
- Маргарита д'Есте (1411—1452) — дружина: 1) Галеотто Роберто Малатеста; 2) Галасіо II Піо, сеньойра Мірандола

- Беатріче (1427—1497) — дружина: 1) Нікколо I ді Корреджо; 2) Тристана Сфорца
- Камілла — дружина Родольфо IV да Варано, сеньйора Камеріно
- Бальдасаре д' Есте — художник

### Монографії. Статті
- Chiappini, L. Gli Estensi. Varese, 1967, pp. 76, 82-102.
- Dean, T. Land and power in late medieval Ferrara. The rule of the Este. 1350-1450. Cambridge, 1988.
- Del Piazzo, M. Ilcarteggio "Medici-Este" dal sec. XV al 1531. Regesti delle lettere conservate negli Archivi di Stato di Firenze e Modena, // Quaderni della Rassegna degli Archivi di Stato, XXXIV (1964), pp. 101 s.
- Gundersheimer, W. L. Ferrara. The style of a Renaissance despotism. Princeton, 1973.
- Lombardi, T. Gli Estensi ed il monastero dei Corpus Domini di Ferrara. Ferrara, 1980, pp. 4-13, 62.
- Mallett, M. Signori e mercenari. La guerra nell'Italia del Rinascimento. Bologna, 1983, p. 74.
- Marini, L. Lo Stato estense // Storia d'Italia (UTET), XVII, Torino 1979, pp. 9 ss.
- Marini, L. Per una storia dello Stato estense // Dal Quattrocento all'ultimo Cinquecento, Bologna 1973, p. 22.
- Tabanellì, M. La Romagna degli Estensi. Faenza, 1976.
- Valenti, F. I Consigli di governo presso gli Estensi dalle origini alla devoluzione di Ferrara // Studi in onore di R. Filangieri, II, Napoli 1959, pp. 21 s.
- Valeri, N. L'Italia nell'età dei principati. Milano, 1969.
- Vasina, A. La Romagna estense. Genesi e sviluppo dal Medioevo all'età moderna // Studi romagnoli, XXI (1970), p. 65.

### Довідники
- Ippolito, Antonio Menniti di. Este, Niccolò III d’ // Dizionario Biografico degli Italiani, vol. 43, 1993, pp. 396—403.